# Muramvya (stad)
Muramvya is een stad in Burundi en is de hoofdplaats van de provincie Muramvya.
Muramvya telde in 1990 bij de volkstelling 12.000 inwoners.